# Bremer Stadttheater (1792)

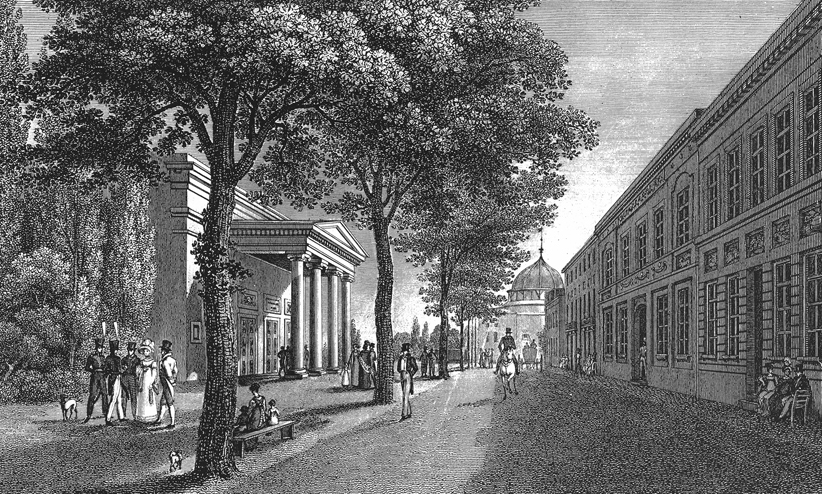
1822 Am Wall, links das Comödienhaus, im Hintergrund der Ostertorzwinger

Das Bremer Stadttheater von 1792 (auch Comödienhaus, später altes Schauspielhaus genannt) war das erste eigens zum Zweck der Aufführung von Schauspielen errichtete, dauerhafte Theater in Bremen. Es hatte von 1792 bis 1843 Bestand.

## Vorgeschichte
Als Hansestadt verfügte Bremen nicht über ein fürstlich gefördertes Hoftheater wie Residenzstädte, sondern war bis ins 18. Jahrhundert auf Gastspiele von reisenden Theatertruppen angewiesen, wie denen von Karl Josephi, Karl Friedrich Abt und Gustav Friedrich Großmann. Hinzu kam, dass die calvinistisch geprägte Obrigkeit der Stadt der Schauspielkunst lange Zeit mit Misstrauen begegnete und insbesondere von Seiten der Geistlichkeit in Gestalt des Venerandum Ministerium – des obersten Gremiums der reformierten Kirche in Bremen – vehement dagegen gestritten wurde, Schauspieltruppen eine Auftrittserlaubnis in der Stadt zu erteilen, um die Bevölkerung so vor deren schädlichen Einfluss zu schützen.
Nachdem durch privat organisierte Liebhabertheateraufführungen, wie denen der Studenten des Athenaeums oder denen von Adolph Freiherr Knigge Ende des 18. Jahrhunderts das Interesse an einem dauerhaften Theaterbetrieb in der Stadt geweckt war, beantragte Schauspieltruppenleiter Großmann 1788 eine Konzession zur Einrichtung eines Theaters für seine Schauspieltruppe. Der Senat wies dies erste Gesuch Großmanns sowie eine zweite Anfrage im Jahre 1789 zunächst ab, bevor er – mit Unterstützung des Theaterliebhabers und späteren Theaterdirektors Daniel Schütte – die dritte Anfrage einer eingehenden Prüfung unterzog und eigens ein Gutachten (eine Relation) durch vier Senatoren unter Leitung von Christian Abraham Heineken anfertigen ließ, in dem der moralische Schaden und Nutzen eines solchen Unternehmens erörtert wurde. Am 1. August 1792 wurde das Gesuch schließlich positiv beschieden, Großmann eine Konzession für fünf Jahre erteilt und der Bau eines Theatergebäudes genehmigt.

## Bau

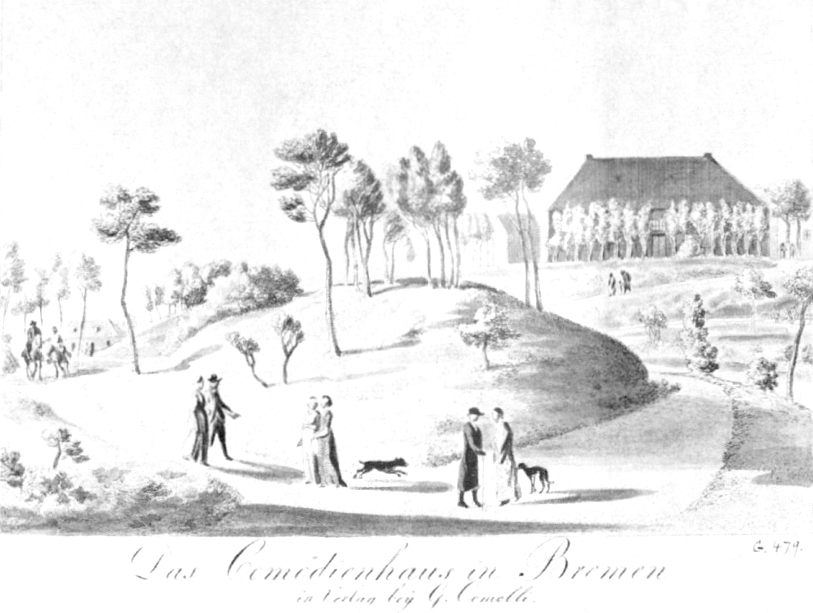
Die Wallanlagen mit dem Theater in einer Zeichnung von Johann Heinrich Menken

Das Theater wurde in nur sieben Wochen unter der Leitung von Carl Ludwig Murtfeldt auf der Junkernbastion Am Wall nahe dem Ostertor errichtet. Das in Holzfachwerk errichtete und abschließend verputzte Gebäude von recht schlichter äußerer Gestalt hatte eine Größe von nur 16 × 32 Metern zuzüglich eines Garderobenanbaus von etwa 4 × 6 Metern an der Rückseite. Ein Walmdach schloss den Bau ab. Durch zwei Logen-Ränge bot es jedoch zirka 1500 Personen Platz, wobei die einfachen Plätze des Parketts nur über Bänke ohne Rückenlehnen verfügten. Der Bau kostet 6.600 Reichstaler, der größte Teil dieser Summe wurde Großmann als zinsloses Darlehen von Bremer Theaterfreunden zur Verfügung gestellt. Ein Teil des Inventars und des Fundus wurden vom ehemaligen Liebhabertheater Knigges übernommen.
In den folgenden Jahren erhielt der Bau einen Portikus – einen Vorbau mit Säulenreihe. Im Inneren wurden vergoldete Leuchter angebracht und 16 Büsten berühmter Dichter aufgestellt, darunter Seneca und Voltaire sowie Schiller, Goethe, Lessing, Herder und Wieland.

## Betrieb

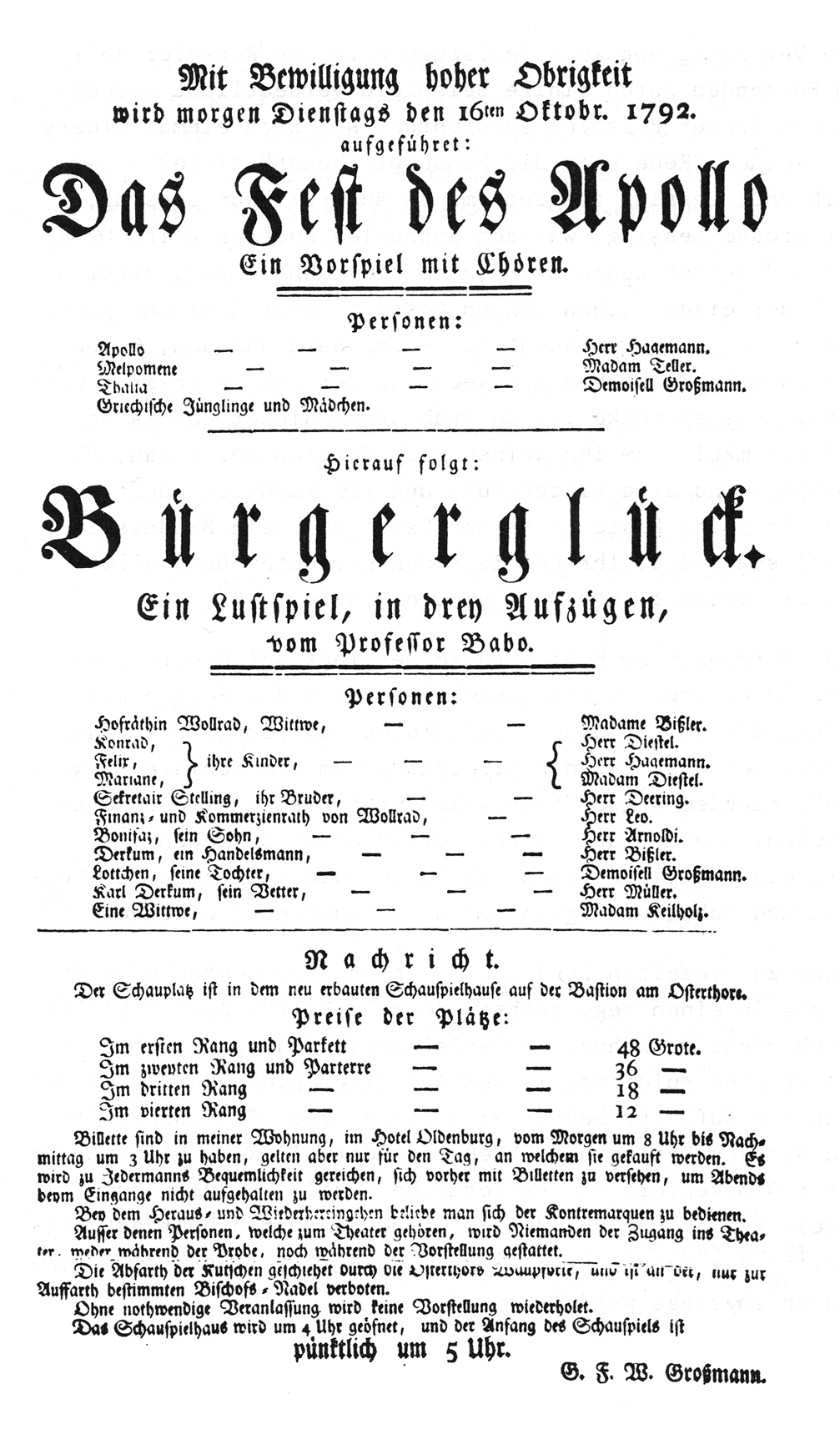
Theaterzettel zur Aufführung des Stücks Bürgerglück anlässlich der Einweihung des Theaters 1792

Zur Eröffnung des Theaters am 16. Oktober 1792 wurde – nach einem kurzen „Vorspiel mit Chören“ unter dem Titel Das Fest des Apollo – das Stück Bürgerglück von Joseph Marius von Babo aufgeführt. In der ersten Spielzeit Großmanns gab es bis Ende Dezember insgesamt 55 Vorstellungen. Neben einigen Klassikern von Shakespeare sowie einzelnen Werken von Schiller, Goethe und Lessing wurden vor allem Stücke von Iffland, von Kotzebue und Schröder aufgeführt. Opern machten zirka ein Drittel aller Aufführungen aus, am häufigsten wurden hier Werke von Paisiello, Mozart und Ditters von Dittersdorf dargeboten. Die Aufführungen fanden stets unter der Woche statt, Beginn war 17:00 Uhr. Die Eintrittspreise waren in vier Kategorien gestaffelt und betrugen 12, 18, 36 beziehungsweise 48 Grote.
Die Aufführungen erfreuten sich großer Beliebtheit – allein bei der letzten Vorstellung der ersten Spielzeit sollen über 200 Besucher auf der Bühne gestanden haben, weil das Theater vollkommen ausverkauft war. Dennoch war das Unternehmen beständig vom Ruin bedroht, so verzögerte sich die Abreise von Großmanns Truppe im Dezember durch ausstehende Forderungen seiner Gläubiger. Eine Ursache hierfür war, dass es nun zwar eine feste Bühne, jedoch noch kein festes Ensemble gab. Großmanns Truppe spielte nur in den Wintermonaten (Oktober bis Dezember oder Januar) in Bremen, den Rest des Jahres traten sie an verschiedenen anderen Orten Deutschlands auf, so dass viel Zeit und Geld mit Reisen verloren gingen.
Nach dem Tode Großmanns übernahm Daniel Schütte im Jahr 1797 das Theater und führte es mit wechselnden Schauspielertruppen weiter. Zwischenzeitlich verpachtete er es, woraus jedoch finanzielle Verluste resultierten. Ab 1810 leitete er das Haus wieder selbst. Neben Schauspielen und Opern veranstaltete er jetzt auch Konzerte. Während der Besetzung Bremens durch napoleonische Truppen zwischen 1811 und 1814 wurde das Theater vorübergehend zum „Départmentstheater“ der Region Bouches du Weser – der Spielplan änderte sich dadurch jedoch kaum, abgesehen von einigen Gastspielen französischer Schauspieler und der Aufführung einiger Opern von Nicolas Dalayrac. Im Theater spielte man nunmehr allerdings auch an Wochenenden, eine Neuerung, die nach 1814 beibehalten wurde.
Ab 1824 nannte man das Schauspielhaus „Stadttheater“. Mehrfach wurde in der Folgezeit vergeblich versucht, den Senat zur Förderung des Theaterbetriebs zu bewegen. Unterstützung erhielt das Haus schließlich von dem 1826 durch Senator Georg Heinrich Olbers gegründeten Theaterverein, der u. a. eine Theater- und Musikbibliothek einrichten ließ. 1829 verkaufte Schütte den Bau an Schauspieldirektor C. F. Gütschow, genannt „Bethmann“, der dieses wiederum weiter verpachtete. Bethmann ließ einen seitlichen Anbau errichten und Öfen im Parterre installieren.
Um die Wirtschaftlichkeit des Theaterbetriebes in Bremen zu verbessern, wurde 1835 ein Theater-Aktienverein (später in Theater-Neubauverein umbenannt) gegründet, er hatte 153 Mitglieder, darunter Senatoren und namhafte Kaufleute. Ziel des Vereins war es, das bisherige Theater durch einen größeren Neubau mit stehendem Ensemble zu ersetzen. Das neue Stadttheater sollte darüber hinaus wieder zu einem „wahrhaften Musentempel“ werden, denn seit Ende der Großmannschen Spielzeiten waren zunehmend Lustspiele und Singspiele aufgeführt worden, deren Qualität von den Theaterliebhabern der Stadt kritisiert wurde.
1841 begann der Bau des zweiten Bremer Stadttheaters auf der Bischofsnadel-Bastion unweit des alten Schauspielhauses. Dieses war ein Jahr zuvor vom Verein für 1500 Reichstaler aufgekauft worden, damit es dem neuen Stadttheater keine Konkurrenz mache. Zur Fertigstellung des neuen Hauses im Jahr 1843 wurde der alte Bau nach 50 Jahren Bestand geschlossen und abgerissen. Wenige Jahre später, 1850, wurde an dieser Stelle das noch heute im Park der Wallanlagen erhaltene Olbers-Denkmal errichtet.